# Зигерих (Регенсбург)
Зигерих (на немски: Sigerich, † 768) е вторият епископ на Регенсбург от 762 до 768 г.

## Биография
Той произлиза от висшата баварска благородническа фамилия Хахилинга.
Зигерих е също абат-епископ и ръководител на манастир Санкт Еммерам. Той присъства на църковния синод в Ашхайм, който се обръща с писмо към херцог Тасило III.